# پاندورنگ شاستری اتویل
پاندورنگ شاستری اتویل (انگلیسی: Pandurang Shastri Athavale; ۱۹ اکتبر ۱۹۲۰ – ۲۵ اکتبر ۲۰۰۳) سخنران انگیزشی، فیلسوف، و انقلابی اهل هند بود.
وی همچنین برندهٔ جوایزی همچون جایزه رامون مگسیسی شده‌است.